# Ergoterapia
Ergoterapia (gr. ergo – czynię, robię) – forma terapii wykorzystująca różne rodzaje aktywności i rekreacji jako środki terapeutyczne.
Zawód ergoterapeuty powstał w XX wieku w USA dzięki różnym grupom zawodowym, w tym lekarzy, pracowników socjalnych, pielęgniarek, rzemieślników i architektów.

## Obszar działalności
Ergoterapia opiera się głównie na wiedzy medycznej, socjalnej i rzemieślniczej. Stosuje się ją przy zaburzeniach ruchowych, czuciowych, przewodzenia nerwowego i psychicznych dzięki czemu ma zastosowanie właściwie we wszystkich dziedzinach medycyny. Ergoterapia podobnie jak fizjoterapia należy do zawodów medycznych. Ergoterapeuci podobnie jak fizjoterapeuci, przywracają sprawność ruchową, jak również pomagają pokonać trudności z wykonywaniem codziennych czynności takich jak ubieranie i rozbieranie się, przygotowywanie i spożywanie posiłków, higiena osobista i wiele innych, które osobom zdrowym nie sprawiają żadnych trudności. W bardzo wielu z tych czynności, w różnym otoczeniu, czy na zewnątrz, czy też w domu istnieje możliwość ze skorzystania z dużego asortymentu pomocy i urządzeń, które ułatwić mogą pokonywanie tych trudności.
Ergoterapia jest ważnym środkiem leczniczym prowadzącym do rekonwalescencji chorych i niepełnosprawnych, jest formą terapii, która dzięki różnorodności metod i materiałów terapeutycznych pozwala chorym nauczyć się jak największej samodzielności, niezależności i aktywności.
Zajęcia ergoterapeutyczne prowadzone są przy współpracy całego zespołu specjalistów takich jak lekarze, fizjoterapeuci, logopedzi, psychologowie, tak aby osiągnąć możliwe jak najlepsze wyniki w poprawie ogólnego, zarówno psychicznego i fizycznego stanu chorego. Uwzględniając potrzeby indywidualne osób dotkniętych dobiera się odpowiednie środki leczenia ergoterapeutycznego.

## Cel
Celem ergoterapii jest takie leczenie chorych i niepełnosprawnych ludzi aby spełnić ich potrzeby zawodowe, socjalne tak aby znowu mogli brać aktywny udział w życiu w pełnym tego słowa znaczeniu. Terapia polega także na zachęcaniu osoby dotkniętej do brania czynnego udziału w życiu osobistym czy też społecznym oraz pokazaniu, że chory sam jest w stanie poradzić sobie z codziennością, że potrafi przeciwstawiać się codziennym trudnościom i że może sobie dobrze radzić nie prosząc nikogo o pomoc będąc niezależnym.
Taka nauka niezależności daje też ogromne poczucie wartości dla chorego i pozwala spojrzeć optymistyczniej na świat. Chory przestaje obawiać się wyjścia z domu, spotkania z przyjaciółmi, wydania rodzinnego obiadu czy uprawiania hobby. Dzięki temu nie czuje się pozostawiony sam ze swoimi problemami. Ergoterapeuta ma za zadanie nie tylko leczyć, ale także radzić i wspierać.

## Ergoterapeuta
Ergoterapeuta pracuje na problemie. Cel terapii wyznacza wspólnie z pacjentem. W swojej pracy jako główny środek do terapii wykorzystuje "zajęcie". Ergoterapeuta doradza rodzinie i opiekunom jak wspierać osobę dotkniętą chorobą lub niepełnosprawnością w codziennym życiu. Jego zadaniem jest również nauczenie pacjenta jak samodzielnie funkcjonować i wykonywać czynności dnia codziennego takie jak ubieranie się, utrzymanie higieny osobistej, przygotowywanie posiłków itp. Głównym celem pracy ergoterapeuty jest aktywizacja i usamodzielnianie pacjenta. Ergoterapeuta zajmuje się również zaopatrzeniem pacjenta w niezbędne pomoce, przystosowanime mieszkania osoby dotkniętej niepełnosprawnością, usprawnianiem i poprawą jakości życia pacjenta.

## Ćwiczenia i warsztaty kreatywne
Ćwiczenia mogą być prowadzone z zastosowaniem gier i zabaw tak, aby nie tylko poprawiały stan chorego, ale także sprawiały mu dużo przyjemności. Ergoterapia oprócz ćwiczeń ruchowych, nauki czynności dnia codziennego, ma także do zaoferowania warsztaty, w których można wykonywać prace plastyczne i technicznie jednocześnie ćwicząc motorykę i rozwijając zdolności manualne, koordynacje ruchową i kreatywność. Leczenie ergoterapeutyczne pomaga w przywróceniu, czy choćby poprawie cielesnej, duchowej i socjalnej samodzielności w powrocie do czynnego życia zawodowego. Leczenie ergoterapeutyczne jest nastawione w szczególności na poprawę mobilności, koordynacji ruchowej, ale także pamięci, koncentracji a co się z tym wiąże także samowystarczalności. Chory powinien nauczyć się żyć z chorobą i umieć pogodzić się ze swoją odmienną sytuacją życiową, a od nas dostać wskazówki i wszelkie pomoce, które pozwolą mu lepiej radzić sobie w życiu codziennym.